# 仲章伸
仲 章伸（なか あきのぶ、1969年 - ）は、日本の化学者（有機ケイ素化学）。学位は博士（工学）（広島大学・1995年）。 倉敷芸術科学大学生命科学部教授。

## 経歴
1969年、和歌山県田辺市生まれ。倉敷芸術科学大学産業科学技術学部助手、ウイスコンシン大学化学科博士研究員、倉敷芸術科学大学生命科学部助教授などを歴任した。

## 略歴[3]
1987年3月 和歌山県立田辺高等学校卒業
1987年4月 広島大学工学部第3類（化学系）入学
1991年3月 同上 卒業
1991年4月 広島大学大学院工学研究科博士課程前期入学
1993年3月 同上 修了
1993年4月 広島大学大学院工学研究科博士課程後期進学
1994年4月～1995年3月 日本学術振興会特別研究員採用(DC)
1995年3月 広島大学大学院工学研究科博士課程後期修了 博士（工学）
1995年4月～1996年3月 日本学術振興会特別研究員(PD)（広島大学）
1996年4月 倉敷芸術科学大学産業科学技術学部助手
1999年4月 倉敷芸術科学大学産業科学技術学部講師
2003年4月 倉敷芸術科学大学産業科学技術学部助教授
2003年10月～2004年9月 ウイスコンシン大学マディソン校化学科(Robert West 教授）博士研究員
2005年10月 第10回ケイ素化学協会奨励賞 受賞
2008年4月 倉敷芸術科学大学生命科学部教授
2018年6月 平成29年度ウエスコ財団優秀研究者賞 受賞

## 論文
- 学術論文